# 森田裕介
森田 裕介（もりた ゆうすけ）は、日本の教育工学者。静岡県浜松市出身。博士(学術)（東京工業大学）。
早稲田大学 人間科学学術院 教授 （2020.4〜現在）。人間科学部人間情報科学科、大学院人間科学研究科、人間科学部通信教育課程eスクールの授業を担当（教育工学、教育工学研究法、情報メディア教育論など）。主な研究プロジェクトは、仮想現実（VR）や拡張現実（AR）の技術を用いた学習教材の開発、タンジブルユーザインタフェースを実装した学習システムの開発、効果的な遠隔学習に関する研究、生体情報を用いた学習評価に関する研究、ゲーム学習、ロボットを活用した学習、プログラミング教育、STEM/STEAM教育などに関する研究に従事。一方で、早稲田大学大学総合研究センター副所長を兼担（2015.7〜2025.9）し、FD（Faculty Development）プログラムやTA（Teaching Assistant）育成プログラム、反転授業プロジェクト、メタバースプロジェクトなどの業務に従事。大学授業のデジタルトランスフォーメーションならびにその支援に関する業務にも関わっている。また、MOOCs（大規模公開オンライン講座）として、WasedaXプロジェクト（2015～2022）ならびにWaseda DXタスクフォース会議（2023-現在）には発足時から関わっている。早稲田ポータルオフィスのオフィス長を兼担（2018.11～2025.9）。学校教育の改善に長く携わってきた経験を踏まえ、早稲田大阪学園顧問（2020.2-2024.3）として学園改革推進に携わった。

## 略歴
静岡県立浜松北高等学校、東京学芸大学教育学部卒業。東京学芸大学大学院教育学研究科修士課程理科教育専攻(理科教育)修了。東京工業大学大学院社会理工学研究科博士課程人間行動システム専攻（教育工学）修了。博士（学術）。鳴門教育大学学校教育研究センター助手（1999.7〜2001.3）、長崎大学教育学部講師（2001.4〜2004.3）、同助教授（2004.4〜2007.3）、早稲田大学人間科学学術院 准教授（2007.4〜2020.3）、同教授(2020.4～)。米国テキサス大学オースティン校客員研究員（2004.11〜2005.8）として個別化教授システム（PSI: Personalized System of Instruction）、米国マサチューセッツ工科大学客員研究員（2014.4〜2015.3）として大規模公開オンライン講座（MOOCs）や仮想学習環境（Virtual Learning Environment）のプロジェクトなどに関わった経歴を持つ。

## 社会活動
- 文部科学省「多様性に応じた新時代の学び充実支援事業」企画評価会議 委員（2024〜現在）
- 文部科学省「次世代の学校・教育現場を見据えた先端技術・教育データの利活用推進事業」事業推進委員会 委員（2022〜現在）
- 文部科学省「新時代に対応した高等学校改革推進事業（高校コーディネーター全国プラットフォーム構築事業）」 運営指導委員（2022〜現在）
- 東京都立立川高等学校SSH運営指導委員（2020〜現在）
- 東京都立科学技術高校SSH運営指導委員（2021〜現在）
- 非営利活動法人 通信制高等学校評価機構　理事長（2019〜現在）
- 日本放送協会 NHK高校通信教育委員会 助言者（2017〜現在）
- 全国高等学校通信制教育研究会 指導助言者（2012～現在）
- 公益財団法人パナソニック教育財団専門委員（2012～現在）
- UNESCO ″Situational analysis on the use of frontier technologies in teaching and learning in primary and secondary education″ Expert (2021)
- 大学基準協会（JUAA）大学基準評価研究所　特任研究員（2020～2022）
- 文部科学省「『令和の日本型学校教育』の実現に向けた通信制高校の在り方に関する調査研究協力者会議」委員（2021～2022年度）
- 文部科学省 「通信制高等学校の質の確保・向上に関する調査研究協力者会議」委員（2019〜2020年度）
- 内閣府 沖縄振興局 「沖縄離島ICT教育の在り方に関する検討会」 委員（2019〜2020年度）
- 文化庁 教育著作権フォーラム 委員（2019〜2020年度）
- 東京都教育委員会 「都立高校における理数科の在り方に関する検討委員会」 委員（2018〜2019年度）
- 東京都立科学技術高校「理数リーディング開発委員会」（2017〜2020年度）
- 国際協力機構（JICA）ルワンダにおける理数系教師教育育成プロジェクト専門家（2013〜2016）
- 国際協力機構（JICA）パプアニューギニアEQUITVプロジェクト（フェーズ2）専門家（2012〜2015）
- 所沢市立教育センター「これからのコンピュータネットワーク活用推進協議会」（2008〜2015年度）
- 日本放送教育協会 「NHK学校放送番組に関する調査」プロジェクト委員（2007〜2009）
- THE DAPAD FOUNDATION International Director（2005〜2010）
- 文部科学省委託事業「ネットワーク配信型コンテンツ推進事業」評価推進会議中央委員
- 東京都立東村山高等学校学校運営委員会委員（2009〜2011年度）
- 「青少年のための科学の祭典」長崎大会実行委員会委員（2002〜2006年度）
- 鳴門市コンピュータ活用推進協議会（1999〜2000年度）　など

## 学会活動
- 日本教育工学会（JSET） ：理事（2016-2023）、企画委員会委員長（2016-2019）、大会企画委員会委員長（2020-2023）、編集委員会委員（2008-2019）、特集号編集長（2020年STEM/STEAM特集号）
- 日本科学教育学会（JSSE）：理事（2016-2018、2020〜現在）、広報委員会委員長（2016-2018）
- 日本教育メディア学会（JAEMS）：理事（2021）、日本教育メディア学会第28回年次大会大会実行委員長
- 日本教育工学協会（JAET）：理事（2020-2022）
- 電子情報通信学会教育工学研究会：幹事（2008-2011）
- 教育システム情報学会
- 日本認知科学会
- 日本理科教育学会
- IEEE